# História da Costa do Marfim

A história da Costa do Marfim anterior aos primeiros contatos com os europeus é quase desconhecida. Esses primeiros contatos, feitos no século XVI, limitaram-se aos missionários religiosos. A cultura neolítica então existente é mal conhecida, em razão da falta de achados arqueológicos.
A data da primeira presença humana na Costa do Marfim tem sido difícil de determinar porque os restos humanos não foram bem preservados no clima úmido do país. No entanto, a presença de fragmentos de armas e ferramentas antigas (especificamente, machados polidos cortados através de xisto e restos de cozinha e pesca) no país tem sido interpretada como uma possível indicação de uma grande presença humana durante o período Paleolítico Superior (15.000 a 10.000 aC).), ou, no mínimo, o período neolítico. Os primeiros habitantes conhecidos da Costa do Marfim, no entanto, deixaram vestígios espalhados por todo o território. Os historiadores acreditam que foram todos deslocados ou absorvidos pelos ancestrais dos habitantes atuais. Os povos que chegaram antes do século XVI incluem Ehotilé (Aboisso), Kotrowou (Fresco), Zéhiri (Grande Lahou), Ega e Diès (Divo).

## História pré-colonial

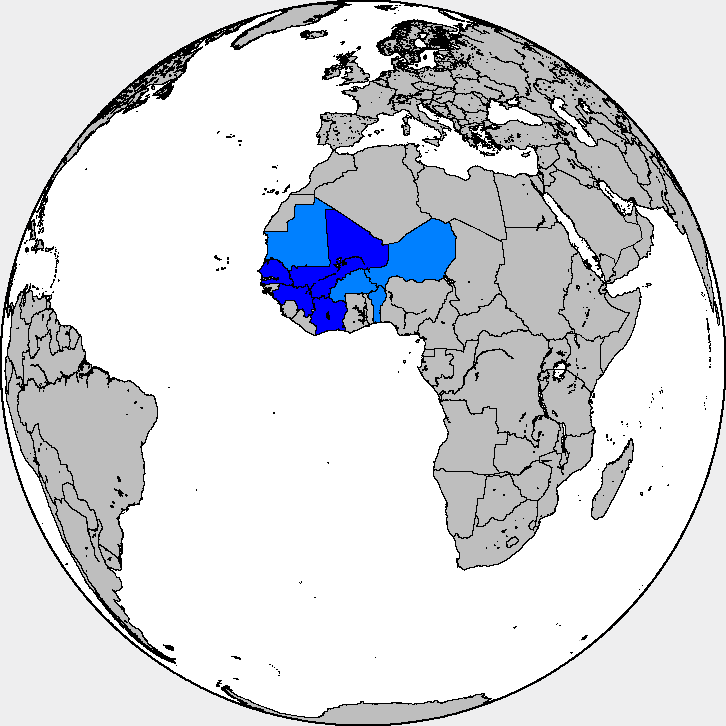
Federação da África Ocidental Francesa

As populações indígenas estiveram política e socialmente isoladas até épocas muito recentes. O país foi habitado pelos krus (no sudoeste), depois pelos senufôs (no noroeste). Os krus retiraram-se da região no século XV, sob pressão dos mandingas, que fundaram o Império de Congue. No século XVII estabeleceram-se diferentes Estados negros, entre os quais se destacou o dos baulés por suas atividades artísticas. Os acãs fundaram domínios ou reinos no século XVIII. Os antecessores da população atual se instalaram na área entre os séculos XVIII e XIX. 

## Período colonial
Os exploradores portugueses chegaram no século XV e iniciaram o comércio de marfim e escravos do litoral. No final do século, os franceses fundaram os entrepostos de Assini e Grand-Bassam e, no século XIX, estabeleceram feitorias fortificadas e celebraram uma política de pactos com os chefes locais com o objetivo de estabelecer uma colônia. Em 1887 iniciou-se a penetração para o interior. A região se tornou uma colônia autônoma em 1893. Em 1899, passou a fazer parte da Federação da África Ocidental Francesa. A ocupação militar ocorreu entre 1908 e 1918, enquanto se construía a linha férrea entre o litoral e Bobo Diulasso, hoje pertencente a Burkina Faso. 

## A república

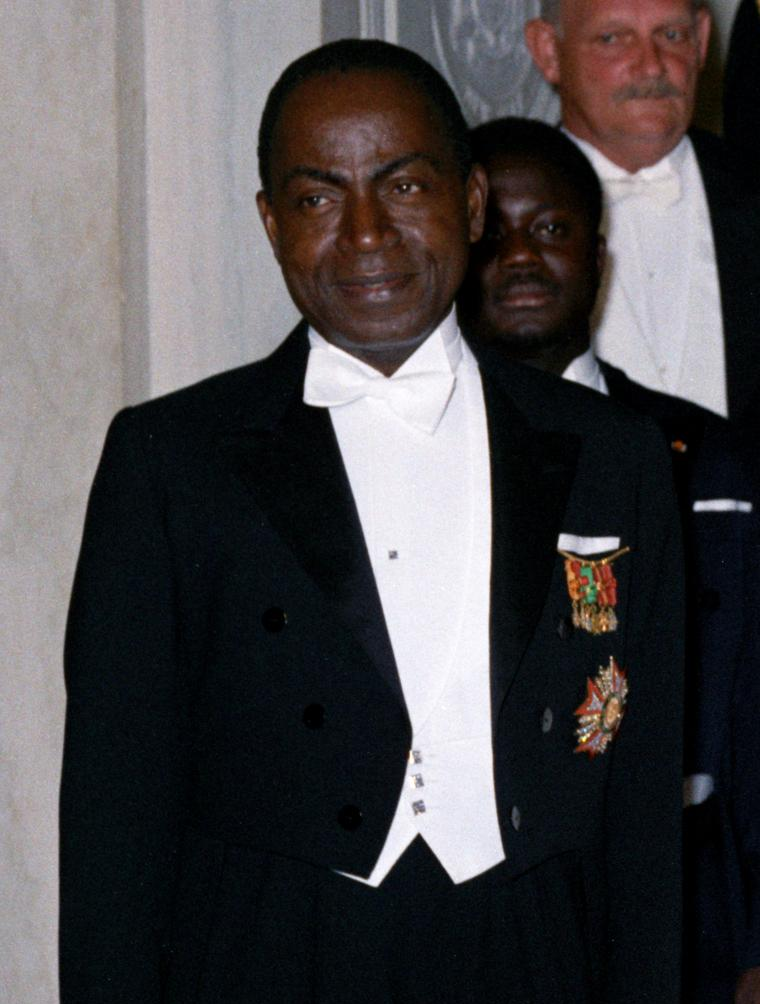
Félix Houphouët-Boigny

Em 1919, a parte norte da colônia se tornou independente. Abidjan permaneceu sob jurisdição francesa durante a Segunda Guerra Mundial, embora a França estivesse ocupada pelos alemães. Em 1944, foi criado o Sindicato Agrícola Africano, que deu origem ao Partido Democrático da Costa do Marfim. Entre 1950 e 1954, foi construído seu porto. Em 1958, foi proclamada a República da Costa do Marfim, como república autônoma dentro da Communauté française (Comunidade Francesa) e, em 1960, alcançou a independência plena. 
Foi eleito presidente Félix Houphouët-Boigny, líder do Partido Democrata da Costa do Marfim, que até 1990, foi a única agremiação política legal no país. Com um alinhamento político pró-ocidental, a Costa do Marfim esteve em foco na década de 1970, ao tentar intervir pela via das negociações na resolução do apartheid na África do Sul.
As eleições de 1990, a primeira em que houve uma disputa real pelo poder, foram disputadas por todos os partidos políticos já legalizados, tendo o presidente Houphouët-Boigny sido reeleito para um sétimo mandato. Também em 1990 o Papa João Paulo II visitou a Costa do Marfim, onde consagrou, em Iamussucro, uma suntuosa basílica, oficialmente construída às expensas do presidente. Houphouët-Boigny, apesar de numerosas tentativas de golpes de estado e da instabilidade social provocada por crises econômicas, manteve-se no poder desde a independência até dezembro de 1993, quando faleceu. 
O antigo presidente da Assembleia Nacional (Parlamento), Henri Konan Bédié, assumiu a presidência da República em 1993, sendo confirmado no cargo em 1995. No dia 24 de dezembro de 1999, um golpe de Estado, comandado pelo general Robert Guéï, destituiu o presidente Konan Bedié, que se refugiou na Embaixada da França e depois no Togo. O general Guéï convocou todos os partidos políticos para formarem um governo de transição e prometeu que o retorno à democracia seria rápido. Esse foi o primeiro golpe de estado no país desde a sua independência em 1960.
Em 2000, Laurent Gbagbo, líder histórico da oposição, foi eleito presidente da República, derrotando Robert Gueï, tendo este último sido assassinado durante um levantamento encabeçado pelo Movimento Patriótico da Costa do Marfim em 2002. O escrutínio, entretanto, reavivou as tensões étnicas e religiosas no país, que desempenha importante papel na África e dentro da Entente.

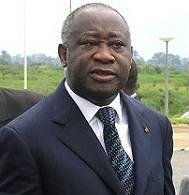
O presidente Laurent Gbagbo

Eclodiu a Guerra civil da Costa do Marfim (2002–2007), tendo focos rebeldes assumido o controle do Norte e do Oeste do país. 10.000 boinas azuis da ONUCM (Forças de Paz da ONU na Costa do Marfim), dentre os quais 4600 soldados franceses da Licorne (operação militar francesa para a Costa do Marfim), foram posicionadas entre os beligerantes. Um acordo de paz diminuiu o poder de Laurent Gbagbo, mas a situação política permaneceu instável. Em 2003, após o cessar-fogo, estabeleceu-se um governo de união nacional, mas continuaram os confrontos políticos e militares. Em 2005, o mandato do presidente Gbagbo é prorrogado pelo máximo de um ano (um governo de transição é encarregado de organizar eleições). Mas a situação política e militar permanece caótica. Gbagbo, entretanto, manteve-se no poder por mais alguns anos devido a atrasos na convocação do pleito pela guerra civil, que dividiu o país entre o sul, leal ao governo, e o norte, controlado pelas Forças Novas de Guillaume Soro.

## Eleições presidenciais de 2010
A eleição presidencial, adiada por cinco anos, finalmente ocorreu em 2010. A primeira eleição do país em uma década tinha como objetivo restaurar a estabilidade e fortalecer a união do país africano, maior produtor mundial de cacau, que ficou dividido pela Guerra civil da Costa do Marfim|guerra civil de 2002-2003, mas acabou escancarando divisões entre o norte e o sul do país, e causando uma onda de violência.

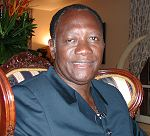
Alassane Ouattara

Youssouf Bakayoko, presidente da Comissão Eleitoral Independente (CEI), declarou que o oposicionista Alassane Ouattara, ex-funcionário do FMI, venceu o segundo turno das eleições no país com 54,1% dos votos contra o atual presidente Laurent Gbagbo (45,9% dos votos), mas a entidade responsável por ratificar o resultado disse que o anúncio era ilegal. Logo depois do anúncio da comissão eleitoral, o presidente do Conselho Constitucional do país, o governista Paul Yao N'dre, afirmou em entrevista coletiva que a comissão eleitoral teria deixado expirar o prazo para a validação obrigatória dos resultados provisórios, motivo pelo qual caberia ao mais alto órgão legal do país decidir sobre o resultado. O presidente Laurent Gbagbo alegou que teria havido fraude a favor de seu rival no norte do país.
O Conselho Constitucional reverteu a decisão da comissão eleitoral da Costa do Marfim, declarando Gbagbo vencedor. A comunidade internacional, incluindo o presidente dos Estados Unidos, Barack Obama, o presidente da França, Nicolas Sarkozy, e o secretário-geral das Nações Unidas, Ban Ki-moon, entretanto, reconheceram a vitória de Alassane Ouattara, rejeitando o resultado revisto pela Justiça do país africano, que favoreceu o presidente Laurent Gbagbo.